# Bruno Pais
Bruno Miguel Forte Pais (Fundão, 10 juni 1981) is een triatleet uit Portugal. Hij nam namens zijn vaderland deel aan de Olympische Spelen (2012) in Londen, waar hij eindigde op de 41ste plaats in de eindrangschikking met een tijd van 1:51.22. Vier jaar eerder deed Pais eveneens mee aan de olympische triatlon. In Peking kwam hij als 17de (1:50.40) over de streep.

## Palmares

### triatlon
- 2005: DNF WK olympische afstand in Gamagōri